# 浏阳河隧道 (京广高速铁路)
浏阳河隧道位于湖南省长沙市东部，为京广高速铁路重点工程之一。隧道呈西北与东南向，跨长沙县、芙蓉区与雨花区三区县，隧道起于长沙县城区星沙的潇湘路南侧，下穿京港澳高速与长永高速公路立交的牛角冲互通、厂区密集群与民房区、张公岭、浏阳河及机场高速后接入长沙南站，隧道建筑全长10115米，其中隧道长9935米，为单孔双线。浏阳河隧道属于浅埋隧道，平均埋深在30米至50米之间。该隧道为武广客运专线上的控制性质工程，也是中国已建成特长、特大断面隧道之一，平均埋深在30米至50米之间，开挖宽度最大超过16米，开挖高度超过13米，断面积超过160米²，于2006年11月开工建设，2008年12月17日贯通。